# Liste von Bergwerken in Baden-Württemberg

Landkreise und kreisfreien Städte in Baden-Württemberg.

Die Liste von Bergwerken in Baden-Württemberg benennt Bergwerksanlagen im Bundesland Baden-Württemberg, Deutschland. Sie erhebt keinen Anspruch auf Vollständigkeit.

## Liste

### Landkreis Breisgau-Hochschwarzwald
| Name                       | Ort        | Revier              | Beginn      | Ende | Bodenschatz             | Anmerkungen            |
| -------------------------- | ---------- | ------------------- | ----------- | ---- | ----------------------- | ---------------------- |
| Kalisalzbergwerk Buggingen | Buggingen  |                     | 1923        | 1973 | Kalisalz                |                        |
| Giftgrube                  | Münstertal | Belchen             | Mittelalter |      | Blei                    | um 1960 wiederentdeckt |
| Grube Teufelsgrund         | Münstertal | Münstertaler Revier | ca. 950     | 1958 | Silber, Blei, Flussspat | Besucherbergwerk       |

### Landkreis Emmendingen
| Name                     | Ort       | Revier    | Beginn      | Ende      | Bodenschatz                             | Anmerkungen      |
| ------------------------ | --------- | --------- | ----------- | --------- | --------------------------------------- | ---------------- |
| Grube Caroline           | Sexau     |           | 1268        | unbekannt | Silber                                  | Besucherbergwerk |
| Silberbergwerk Suggental | Waldkirch | Suggental | Mittelalter | 1938      | Silber, Blei, Eisen, Kupfer, Schwerspat | Besucherbergwerk |

### Landkreis Freudenstadt
| Name                 | Ort                    | Revier                               | Beginn   | Ende | Bodenschatz                | Anmerkungen                                |
| -------------------- | ---------------------- | ------------------------------------ | -------- | ---- | -------------------------- | ------------------------------------------ |
| Grube Himmlisch Heer | Dornstetten-Hallwangen | Freudenstadt-Dornstetten-Schönegrund | vor 1551 | 1922 | Silber, Kupfer, Schwerspat | auch: Irmgardglück; heute Besucherbergwerk |
| Friedrichs Fundgrube | Freudenstadt           |                                      | 1267     | 1730 | Silber                     | Besucherbergwerk                           |

### Landkreis Göppingen
| Name               | Ort                      | Revier | Beginn | Ende | Bodenschatz | Anmerkungen                       |
| ------------------ | ------------------------ | ------ | ------ | ---- | ----------- | --------------------------------- |
| Eisenerzgrube Karl | Geislingen an der Steige |        | 1857   | 1963 | Eisen       | etwa 10 Mio. t Eisenerz gefördert |

### Landkreis Heilbronn
| Name                            | Ort                | Revier | Beginn | Ende  | Bodenschatz | Anmerkungen      |
| ------------------------------- | ------------------ | ------ | ------ | ----- | ----------- | ---------------- |
| Salzbergwerk Bad Friedrichshall | Bad Friedrichshall |        | 1899   | 1994  | Steinsalz   | Besucherbergwerk |
| Steinsalzbergwerk Heilbronn     |                    |        |        | heute | Steinsalz   |                  |

### Stadt Freiburg im Breisgau
| Name               | Ort                  | Revier | Beginn          | Ende | Bodenschatz        | Anmerkungen                  |
| ------------------ | -------------------- | ------ | --------------- | ---- | ------------------ | ---------------------------- |
| Grube Schauinsland | Freiburg im Breisgau |        | 14. Jahrhundert | 1954 | Silber, Blei, Zink | Museumsbergwerk Schauinsland |

### Ostalbkreis
| Name           | Ort            | Revier | Beginn | Ende | Bodenschatz | Anmerkungen            |
| -------------- | -------------- | ------ | ------ | ---- | ----------- | ---------------------- |
| Tiefer Stollen | Wasseralfingen |        | 1841   | 1924 | Eisen       | heute Besucherbergwerk |

### Ortenaukreis
| Name                | Ort                    | Revier    | Beginn          | Ende      | Bodenschatz  | Anmerkungen                                              |
| ------------------- | ---------------------- | --------- | --------------- | --------- | ------------ | -------------------------------------------------------- |
| Segen Gottes        | Haslach im Kinzigtal   | Kinzigtal | 16. Jahrhundert | 1786      | Silber       | auch: Barbara zu Unseren lieben Frauen; Besucherbergwerk |
| Grube Michael       | Lahr-Reichenbach       |           |                 | 1957      | Blei         |                                                          |
| Grube Silberbrünnle | Gengenbach-Reichenbach |           | 16. Jahrhundert | 1909      | Silber, Blei |                                                          |
| Grube Silbereckle   | Lahr-Reichenbach       |           |                 |           |              |                                                          |
| Grube St. Josefi    | Lahr-Reichenbach       |           |                 |           |              |                                                          |
| Grube Wenzel        | Oberwolfach            | Kinzigtal | um 1300         | 1830      | Silber       | Besucherbergwerk                                         |
| Silbergründle       | Seebach (Baden)        |           | Mittelalter     | unbekannt | Silber       | Besucherbergwerk, 167 m lang                             |

### Landkreis Waldshut
| Name                                      | Ort           | Revier | Beginn | Ende | Bodenschatz | Anmerkungen                                  |
| ----------------------------------------- | ------------- | ------ | ------ | ---- | ----------- | -------------------------------------------- |
| Grube Krunkelbach, Gewerkschaft Brunhilde | Menzenschwand |        | 1961   | 1991 | Uran        | Aufsuchungsbetrieb, Abbau in geringem Umfang |

### Enzkreis
| Name        | Ort       | Revier             | Beginn   | Ende | Bodenschatz | Anmerkungen      |
| ----------- | --------- | ------------------ | -------- | ---- | ----------- | ---------------- |
| Frischglück | Neuenbürg | Neuenbürger Revier | vor 1790 | 1869 | Eisen       | Besucherbergwerk |

### Landkreis Calw
| Name        | Ort       | Revier             | Beginn | Ende | Bodenschatz    | Anmerkungen                             |
| ----------- | --------- | ------------------ | ------ | ---- | -------------- | --------------------------------------- |
| Hella Glück | Neubulach | Neubulacher Revier | 1822   |      | Silber, Kupfer | auch: Wilhelm-Stollen; Besucherbergwerk |

### Stadt Pforzheim
| Name              | Ort            | Revier             | Beginn          | Ende | Bodenschatz       | Anmerkungen                                    |
| ----------------- | -------------- | ------------------ | --------------- | ---- | ----------------- | ---------------------------------------------- |
| Grube Käfersteige | Pforzheim-Würm | Neuenbürger Revier | 1934            | 1997 | Fluorit, Baryt    | aufgelassen und verwahrt                       |
| Grube Liebeneck   | Pforzheim-Würm | Neuenbürger Revier | 18. Jahrhundert | 1945 | Schwerspat, Eisen | betrieben durch Eisenwerk Pforzheim; verfallen |

### Rhein-Neckar-Kreis
| Name                 | Ort         | Revier | Beginn | Ende | Bodenschatz          | Anmerkungen      |
| -------------------- | ----------- | ------ | ------ | ---- | -------------------- | ---------------- |
| Grube Anna-Elisabeth | Schriesheim |        | 1473   | 1817 | Silber, Eisenvitriol | Besucherbergwerk |

### Landkreis Lörrach
| Name                      | Ort    | Revier          | Beginn          | Ende | Bodenschatz                   | Anmerkungen      |
| ------------------------- | ------ | --------------- | --------------- | ---- | ----------------------------- | ---------------- |
| Gewerkschaft Finstergrund | Wieden | Wiedener Revier | 13. Jahrhundert | 1972 | Silber, Zink, Blei, Flussspat | Besucherbergwerk |

### Schwarzwald-Baar-Kreis
| Name         | Ort      | Revier | Beginn | Ende | Bodenschatz | Anmerkungen |
| ------------ | -------- | ------ | ------ | ---- | ----------- | ----------- |
| Doggererz AG | Blumberg |        | 1937   | 1942 | Eisen       |             |